# Sân vận động San Diego

Logo của sân vận động (2017–2020)

Sân vận động San Diego (tiếng Anh: San Diego Stadium) là một sân vận động đa năng ở San Diego, California. Sân vận động được khánh thành vào năm 1967 với tên gọi Sân vận động San Diego, và được gọi là Sân vận động Jack Murphy từ năm 1981 đến năm 1997. Từ năm 1997 đến năm 2017, quyền đặt tên của sân vận động thuộc sở hữu của công ty thiết bị viễn thông Qualcomm có trụ sở tại San Diego và sân vận động được gọi là Sân vận động Qualcomm. Quyền đặt tên của Qualcomm hết hạn vào ngày 14 tháng 6 năm 2017 và được mua bởi Liên minh tín dụng Quận San Diego, đổi tên sân thành Sân vận động SDCCU vào ngày 19 tháng 9 năm 2017. Công việc phá dỡ Sân vận động San Diego bắt đầu vào tháng 8 năm 2020 với phần cuối cùng của sân bị phá bỏ vào ngày 22 tháng 3 năm 2021.
Đây là sân nhà của đội bóng bầu dục San Diego State Aztecs đến từ Đại học Bang San Diego từ năm 1967 đến năm 2019. Một trận đấu bowl trong bóng bầu dục đại học, Holiday Bowl, được tổ chức tại sân vận động vào tháng 12 hàng năm. Đây cũng là sân nhà của San Diego Fleet của Alliance of American Football trong một thời gian ngắn vào đầu năm 2019. Sân vận động này là sân nhà lâu năm của hai thương hiệu chuyên nghiệp: San Diego Chargers của National Football League (NFL) và San Diego Padres của Major League Baseball (MLB). Chargers đã chơi tại sân vận động này từ mùa giải 1967 đến mùa giải 2016, sau đó họ chuyển đến Los Angeles và đội trở thành Los Angeles Chargers. Padres đã chơi các trận đấu trên sân nhà tại sân vận động này từ khi thành lập từ mùa giải 1969 đến mùa giải 2003, khi họ chuyển đến Petco Park ở trung tâm thành phố San Diego. Sân vận động cũng là nơi diễn ra trận đấu bowl thứ hai trong bóng bầu dục đại học, Poinsettia Bowl, từ năm 2005 cho đến khi ngừng tổ chức sau phiên bản năm 2016.
Sân vận động đã tổ chức ba trận đấu Super Bowl: Super Bowl XXII vào năm 1988, Super Bowl XXXII vào năm 1998 và Super Bowl XXXVII vào năm 2003. Sân vận động này cũng đã tổ chức Trận đấu toàn sao Major League Baseball vào năm 1978 và 1992, cũng như các trận đấu của National League Division Series vào năm 1996 và 1998, National League Championship Series vào năm 1984 và 1998, World Series vào năm 1984 và 1998. Đây là sân vận động duy nhất từng tổ chức cả Super Bowl và World Series trong cùng một năm (1998) và sân là một trong ba sân vận động là chủ nhà của World Series, Trận đấu toàn sao MLB và Super Bowl, cùng với Hubert H. Humphrey Metrodome ở Minneapolis và Đấu trường Tưởng niệm Los Angeles ở Los Angeles.
Sân vận động nằm ngay phía tây bắc giao lộ của Xa lộ Liên tiểu bang 8 và 15. Khu vực lân cận xung quanh sân vận động được gọi là Thung lũng Mission, đề cập đến Mission San Diego de Alcalá nằm ở phía đông, và nó nằm trong thung lũng sông San Diego. Sân vận động được phục vụ bởi ga Sân vận động của San Diego Trolley, có thể tiếp cận qua Tuyến Green chạy về phía Trung tâm thành phố San Diego ở phía tây và Santee ở phía đông.